# 皮德利斯尼韋謝列齊
49°17′59″N 26°23′23″E / 49.29972°N 26.38972°E
皮德利斯尼-韋塞萊茨（烏克蘭語：Підлісний Веселець）是位於烏克蘭西部的村莊，由赫梅利尼茨基州裡赫梅利尼茨基區的薩塔尼夫市鎮負責管轄。該村面積0.29平方公里，海拔高度321米，2001年人口75，人口密度每平方公里260.4人。